# James Cagney
James Francis Cagney, Jr. (Nueva York, 17 de julio de 1899-Stanford, 30 de marzo de 1986) fue un actor de cine y bailarín estadounidense. Ganador de premios importantes y actor en distintos papeles, es recordado por sus papeles de tipo duro. En 1999, el American Film Institute lo ubicó en el octavo lugar de su lista de las mejores estrellas masculinas de la Edad de Oro de Hollywood. Orson Welles describió a Cagney como "quizás el mejor actor que jamás haya aparecido frente a una cámara".
Destacó en la década de 1930 en la empresa cinematográfica Warner Bros. y mantuvo su relevancia durante las décadas de 1940 y 1950. Fue ganador del premio Óscar 1943 al mejor actor principal por el filme musical Yanqui Dandy (Yankee Doodle Dandy, 1942).

## Biografía
Su primera película importante fue El enemigo público (The Public Enemy, 1931), de William A. Wellman. Volvió a realizar el papel de gánster en dos películas dirigidas por Raoul Walsh: Los violentos años veinte (The Roaring Twenties, 1939) y, sobre todo, Al rojo vivo / Alma negra (White Heat, 1949), donde dijo su frase más famosa, «En la cima del mundo, mamá».
Pero Cagney fue un actor muy versátil que intervino en toda clase de películas, desde comedias hasta dramas, pasando por westerns e incluso adaptaciones de obras de Shakespeare. Destacan en su filmografía Desfile de candilejas / Las deliciosas (Footlight Parade, 1933), El guapo / El mujeriego (Lady Killer, 1933), Ha entrado un fotógrafo (Picture Snatcher, 1933) y Ángeles con caras sucias (Angels with Dirty Faces, 1938), en los años treinta.
En los cuarenta continuó siendo uno de los actores favoritos del público y siguió participando en grandes películas. Una de boxeo, titulada Ciudad de conquista (City for Conquest, 1940), y la biografía idealizada de George M. Cohan en Yanqui Dandy, interpretación con la que ganó el Óscar al mejor actor. Este éxito le hizo romper con la Warner y fundar su propia productora, con la que no obtuvo ningún éxito, por lo que tuvo que volver a la productora de los hermanos Warner.
En los cincuenta volvió a trabajar en algunas grandes películas como el Un león de las calles (A Lion Is in the Streets, 1953), Quiéreme o déjame (Love Me or Leave Me, 1955), Escala en Hawái (Mister Roberts, 1955) o El hombre de las mil caras (Man of a Thousand Faces, 1957). Finalmente, acabó su carrera temporalmente en 1961, cuando protagonizó la comedia Uno, dos, tres (One, Two, Three, 1961), dirigida por Billy Wilder.
En 1981 volvió a actuar en Ragtime, donde de nuevo demostró su gran talento interpretativo. Fue su última película.
El actor James Cagney falleció el 30 de marzo de 1986, en su casa de Stanfordville cuando tenía 86 años, tras haber sido ingresado en el Hospital Lennox Hill, de Nueva York, aquejado de un edema pulmonar. El año anterior había sufrido un infarto de miocardio. Le sobrevivió su esposa la bailarina Frances Vernon (1899-1994), con la que se había casado en 1922. Fue enterrado en el cementerio de Hawthorne, Nueva York.

## Filmografía
| Año  | Título                                                        | Título original               | Personaje                                               | Director/es                           |
| ---- | ------------------------------------------------------------- | ----------------------------- | ------------------------------------------------------- | ------------------------------------- |
| 1930 | Sinners' Holiday                                              | Sinners' Holiday              | Harry Delano                                            | John G. Adolfi                        |
| 1930 | La senda del crimen                                           | The Doorway to Hell           | Steve Mileaway                                          | Archie Mayo                           |
| 1931 | Mujeres enamoradas                                            | Other Men's Women             | Ed                                                      | William A. Wellman                    |
| 1931 | El enemigo público                                            | The Public Enemy              | Tom Powers                                              | William A. Wellman                    |
| 1931 | The Millionaire                                               | The Millionaire               | Schofield                                               | John G. Adolfi                        |
| 1931 | Dinero fácil                                                  | Smart Money                   | Jack                                                    | Alfred E. Green                       |
| 1931 | Gente viva                                                    | Blonde Crazy                  | Bert Harris                                             | Roy Del Ruth                          |
| 1931 | Taxi                                                          | Taxi!                         | Matt Nolan                                              | Roy Del Ruth                          |
| 1932 | Avidez de tragedia                                            | The Crowd Roars               | Joe Greer                                               | Howard Hawks                          |
| 1932 | O todo o nada                                                 | Winner Take All               | Jim 'Jimmy' Kane                                        | Roy Del Ruth                          |
| 1933 | Duro de pelar                                                 | Hard to Handle                | Lefty Merrill                                           | Mervyn LeRoy                          |
| 1933 | Ha entrado un fotógrafo                                       | Picture Snatcher              | Danny Kean                                              | Lloyd Bacon                           |
| 1933 | Por el mal camino                                             | The Mayor of Hell             | Patsy                                                   | Archie Mayo, Michael Curtiz           |
| 1933 | Desfile de candilejas / Las deliciosas                        | Footlight Parade              | Chester Kent                                            | Lloyd Bacon                           |
| 1933 | El guapo / El mujeriego                                       | Lady Killer                   | Dan Quigley                                             | Roy Del Ruth                          |
| 1934 | A la caza de herederos                                        | Jimmy the Gent                | Jimmy Corrigan                                          | Michael Curtiz                        |
| 1934 | He Was Her Man                                                | He Was Her Man                | Flicker Hayes, alias Jerry Allen                        | Lloyd Bacon                           |
| 1934 | Aquí viene la armada                                          | Here Comes the Navy           | Chester (Chesty) O'Connor                               | Lloyd Bacon                           |
| 1934 | Duro y a la cabeza                                            | The St. Louis Kid             | Eddie Kennedy                                           | Ray Enright                           |
| 1935 | Los diablos del aire                                          | Devil Dogs of the Air         | Tommy O'Toole                                           | Lloyd Bacon                           |
| 1935 | Contra el imperio del crimen / La patrulla implacable         | 'G' Men                       | 'Brick' Davis                                           | William Keighley                      |
| 1935 | El predilecto                                                 | The Irish in Us               | Danny O'Hara                                            | Lloyd Bacon                           |
| 1935 | El sueño de una noche de verano                               | A Midsummer Night's Dream     | Bottom - el tejedor                                     | William Dieterle, Max Reinhardt       |
| 1935 | La tragedia de la Bounty / Motín a bordo                      | Mutiny on the Bounty          |                                                         | Frank Lloyd                           |
| 1935 | La ciudad siniestra                                           | Frisco Kid                    | Bat Morgan                                              | Lloyd Bacon                           |
| 1936 | Águilas heroicas                                              | Ceiling Zero                  | Dizzy Davis                                             | Howard Hawks                          |
| 1936 | El gran tipo / Un gran tipo                                   | Great Guy                     | Johnny Cave                                             | John G. Blystone                      |
| 1937 | Los peligros de la gloria                                     | Something to Sing About       | Thadeus McGillicuddy alias Terry Rooney                 | Victor Schertzinger                   |
| 1938 | Boy Meets Girl                                                | Boy Meets Girl                | Robert Law                                              | Lloyd Bacon                           |
| 1938 | Ángeles con caras sucias                                      | Angels with Dirty Faces       | Rocky Sullivan                                          | Michael Curtiz                        |
| 1939 | El chico de Oklahoma / El terror del Oeste                    | The Oklahoma Kid              | Jim Kincaid                                             | Lloyd Bacon                           |
| 1939 | Cada amanecer muero / Muero cada amanecer                     | Each Dawn I Die               | Frank Ross                                              | William Keighley                      |
| 1939 | Héroes olvidados / Los alegres 20 / Los violentos años veinte | The Roaring Twenties          | Eddie Bartlett                                          | Raoul Walsh                           |
| 1940 | Regimiento heroico                                            | The Fighting 69th             | Jerry Plunkett                                          | William Keighley                      |
| 1940 | Pasión tropical / Zona tórrida                                | Torrid Zone                   | Nick Butler                                             | William Keighley                      |
| 1940 | Ciudad de conquista                                           | City for Conquest             | Danny Kenny                                             | Anatole Litvak, Jean Negulesco        |
| 1941 | ¡Ay! Qué rubia / La pelirroja                                 | The Strawberry Blonde         | Raoul Walsh                                             | Biff Grimes                           |
| 1941 | La novia cayó del cielo / Una novia contrareembolso           | The Bride Came C.O.D.         | Steve Collins                                           | William Keighley                      |
| 1942 | Capitanes de las nubes / Corsarios de las nubes               | Captains of the Clouds        | Roy Timberlake                                          | Brian MacLean                         |
| 1942 | El canto de la victoria / Triunfo supremo / Yanqui Dandy      | Yankee Doodle Dandy           | George M. Cohan                                         | Michael Curtiz                        |
| 1943 | El vagabundo / Siempre audaz / Siempre un caballero           | Johnny Come Lately            | Tom Richards                                            | William K. Howard                     |
| 1945 | Sangre sobre el sol                                           | Blood on the Sun              | Nick Condon                                             | Frank Lloyd                           |
| 1946 | Calle Madeleine nº 13                                         | 13 rue Madeleine              | Robert Emmett 'Bob' Sharkey                             | Henry Hathaway                        |
| 1948 | Tiempo de vivir                                               | The Time of Your Life         | Joseph T. (quien observa a las personas)                | H.C. Potter                           |
| 1949 | Al rojo vivo / Alma negra                                     | White Heat                    | Cody Jarrett                                            | Raoul Walsh                           |
| 1950 | Corazón de hielo                                              | Kiss Tomorrow Goodbye         | Ralph Cotter                                            | Gordon Douglas                        |
| 1950 | Invasión de West Point / Los cadetes de West Point            | The West Point Story          | Elwin 'Bix' Bixby                                       | Roy Del Ruth                          |
| 1951 | Veneno implacable                                             | Come Fill the Cup             | Lew Marsh                                               | Gordon Douglas                        |
| 1951 | El amor lo vence todo                                         | Starlift                      | Él mismo                                                | Roy Del Ruth                          |
| 1952 | Hombres a la aventura / El precio de la gloria                | What Price Glory              | Capitán Flagg                                           | John Ford                             |
| 1953 | Un león en las calles / Un tiburón en las calles              | A Lion Is in the Streets      | Hank Martin                                             | Raoul Walsh                           |
| 1955 | Busca tu refugio / Sendas amargas                             | Run for Cover                 | Matt Dow                                                | Nicholas Ray                          |
| 1955 | Quiéreme o déjame                                             | Love Me or Leave Me           | Martin Snyder                                           | Charles Vidor                         |
| 1955 | Mis siete hijos                                               | The Seven Little Foys         | George M. Cohan                                         | Melville Shavelson                    |
| 1955 | Escala en Hawai                                               | Mister Roberts                | Capitán Morton                                          | John Ford, Mervyn LeRoy, Joshua Logan |
| 1956 | La ley de la horca / Ser malo fue su destino                  | Tribute to a Bad Man          | Jeremy Rodock                                           | Robert Wise                           |
| 1956 | Pecados del pasado                                            | These Wilder Years            | Steve Bradford                                          | Roy Rowland                           |
| 1957 | El hombre de las mil caras                                    | Man of a Thousand Faces       | Lon Chaney                                              | Joseph Pevney                         |
| 1959 | Nunca robes cosas pequeñas                                    | Never Steal Anything Small    | Jake MacIllaney                                         | Charles Lederer                       |
| 1959 | Luces de rebeldía                                             | Shake Hands with the Devil    | Sean Lenihan                                            | Michael Anderson                      |
| 1960 | Los tigres del mar                                            | The Gallant Hours             | Fleet Adm. William F. Halsey Jr.                        | Robert Montgomery                     |
| 1961 | Uno, dos, tres                                                | One, Two, Three               | C.R. MacNamara                                          | Billy Wilder                          |
| 1966 | The Ballad of Smokey the Bear                                 | The Ballad of Smokey the Bear | Narrador (voz)                                          | Larry Roemer                          |
| 1968 | Arizona                                                       | Arizona Bushwhackers          | Narrador (voz)                                          | Lesley Selander                       |
| 1981 | Ragtime. Tiempo de injusticia / Ragtime. Tiempo impetuoso     | Ragtime                       | Rhinelander Waldo, Comisionado de Policía de Nueva York | Milos Forman                          |
| 1984 | El terrible Joe Moran (TV)                                    | Terrible Joe Moran            | Joe Moran                                               | Joseph Sargent                        |
| 1995 | Wild Bill: Hollywood Maverick                                 | Wild Bill: Hollywood Maverick | Él mismo (material de archivo)                          | Todd Robinson                         |

## Premios y distinciones
Premios Óscar
| Año  | Categoría   | Película                 | Resultado |
| ---- | ----------- | ------------------------ | --------- |
| 1939 | Mejor actor | Ángeles con caras sucias | Nominado  |
| 1943 | Mejor actor | Yanqui Dandy             | Ganador   |
| 1956 | Mejor actor | Quiéreme o déjame        | Nominado  |

## Honores y legado
Cagney ganó el Oscar en 1943 por su interpretación de George M. Cohan en Yankee Doodle Dandy.
Por su contribución a la industria cinematográfica, Cagney fue incluido en el Paseo de la Fama de Hollywood en 1960 con una estrella del cine situada en el 6504 de Hollywood Boulevard.
En 1974, Cagney recibió el premio Life Achievement Award del American Film Institute. Charlton Heston, al anunciar que Cagney iba a ser homenajeado, lo calificó de "...una de las figuras más significativas de una generación en la que el cine estadounidense era dominante, Cagney, el más estadounidense de los actores, de alguna manera se comunicaba elocuentemente con el público de todo el mundo...y también con los actores".
Recibió el Kennedy Center Honors en 1980 y el premio a la trayectoria profesional del National Board of Review de EE. UU. en 1981. En 1984, Ronald Reagan le concedió la Medalla Presidencial de la Libertad.
En 1999, el Servicio Postal de Estados Unidos emitió un sello de 33 céntimos en honor a Cagney.
Cagney fue uno de los actores preferidos del director Stanley Kubrick y del actor Marlon Brando, y Orson Welles lo consideraba "quizá el mejor actor que jamás se haya puesto delante de una cámara". Warner Bros. organizó proyecciones privadas de películas de Cagney para Winston Churchill.
El 19 de mayo de 2015, un nuevo musical que celebraba a Cagney, y dramatizaba su relación con Warner Bros, se estrenó off-Broadway en la ciudad de Nueva York en el York Theatre. Cagney, The Musical luego se trasladó al Westside Theatre hasta el 28 de mayo de 2017.
El asteroide (6377) Cagney fue nombrado así en su honor.